# One More Time (bài hát của Twice)
One More Time là một bài hát được thu âm bởi nhóm nhạc nữ Hàn Quốc Twice. Đây là đĩa đơn maxi tiếng Nhật đầu tiên của nhóm với 3 bài hát khác. Được phát hành vào ngày 18 tháng 10 năm 2017 bởi Warner Music Japan.
Đây là album đĩa đơn đã đạt được doanh thu lớn nhất trong ngày đầu tiên phát hành và trở thành album bán chạy nhất của mọi nhóm nhạc nữ Hàn Quốc tại Nhật Bản. Với hơn 250.000 doanh số bán đĩa, đây là đĩa đơn tiếng Nhật đầu tiên của nhóm nhạc nữ K-pop đạt được chứng nhận Bạch kim bởi Hiệp hội Công nghiệp Ghi âm Nhật Bản (RIAJ).

## Bối cảnh và phát hành
Ngày 15 tháng 9 năm 2017, Twice công bố phát hành đĩa đơn tiếng Nhật đầu tiên của họ mang tên "One More Time", cùng với một số hình ảnh teaser cho ca khúc mới. Trước đó, nhóm đã nhá hàng đĩa đơn này vào tháng 8 ở cuối một video quảng bá mang tên #Twice Spot Movie với caption "One More Time...?". Bài hát được tiết lộ đầu tiên trên School of Lock của Tokyo FM! vào ngày 5 tháng 10.
CD của đĩa đơn có ba phiên bản: Standard Edition, First Press Limited Edition A (CD và DVD có chứa MV và video quá trình sản xuất MV của bài hát) và First Press Limited Edition B (CD và DVD có chứa MV phiên bản dance và video quá trình chụp ảnh bìa)
Ngày 7 tháng 2 năm 2018, "One More Time" và "Luv Me" đã được phát hành kĩ thuật số trên các trang nhạc số của Hàn Quốc cùng với sự phát hành của "Candy Pop".

## Sáng tác
"One More Time" được sáng tác bởi Yhanael, Yuki Kokubo và Na.Zu.Na, với lời bài hát được viết bởi Yhanael và Natsumi Watanabe. Yhanael trước đó đã viết lời cho "Like Ooh-Ahh (phiên bản tiếng Nhật) của Twice. Bài hát này ghi lại dấu ấn của nhạc electronica khoảng năm 90, dòng nhạc khác với EDM với sự kết hợp của các nhạc cụ điện tử náo động và tiếng bass lớn.

## Video âm nhạc
Các teaser MV đã được phát hành vào ngày 25 và 29 tháng 9 năm 2017. Trước khi chính thức phát hành đĩa đơn, MV "One More Time" đã được tải lên trực tuyến vào ngày 6 tháng 10.
MV mô tả các thành viên Twice trong những trang phục màu sắc rực rỡ khi tham gia biểu diễn nhiều hoạt động thể thao như: Nayeon và Jihyo có màn đấu tennis gợi nhớ lại anime Tenimyu. Chaeyoung và Dahyun có cuộc đối đầu quyền Anh do Jeongyeon làm trọng tài và Sana là một ring girl (cô gái cầm bảng). Momo, Mina và Tzuyu là những cô nàng thể dục nhịp điệu biểu diễn lần lượt với vành đai, quả cầu, và dây băng.

## Quảng bá
Ngày 17 tháng 10 năm 2017, lần đầu tiên Twice biểu diễn "One More Time" trong chương trình truyền hình Sukkri trên Nippon TV. Hai ngày sau, nhóm đã xuất hiện với vai trò khách mời trong chương trình nổi tiếng School of Lock! của Tokyo FM, là lần đầu tiên xuất hiện trên live radio tại Nhật Bản. Ngày 22 tháng 10, họ biểu diễn "One More Time", "Like Ooh-Ahh (Phiên bản tiếng Nhật)" Và "TT (Phiên bản tiếng Nhật)" trên Mezamashi TV Presents T-Spook – Tokyo Halloween Party của đài Fuji TV, một trong những sự kiện Halloween lớn nhất trong nước.

## Hiệu suất thương mại
Trước khi ra CD đĩa đơn, "One More Time" đã gia nhập Billboard Japan Hot 100 ở vị trí 57 và trải qua 4 tuần trên bảng xếp hạng, đạt vị trí số một sau một tuần phát hành chính thức. Đĩa đơn này cũng ra mắt ở vị trí số 15 trên bảng xếp hạng World Digital Songs, sau đó đứng trong Top 10 ở vị trí thứ 8 vào tuần sau.
Album đĩa đơn đứng đầu bảng xếp hạng hàng ngày của Oricon Singles Chart với 94.957 bản được bán ra trong ngày đầu phát hành. Nó là bản thu âm có doanh số bán cao nhất vào ngày phát hành của nhóm nhạc nữ K-pop ở Nhật. Cũng có thông báo rằng gần 300.000 bản được xuất xưởng trong đơn hàng đặt trước, trong khi Billboard Japan đã thu được 150.425 bản bán ra chỉ từ ngày 16 đến 18 tháng 10 năm 2017. Vào ngày thứ hai, "One More Time" trở thành album nhóm nhạc nữ K-pop bán chạy nhanh nhất tại Nhật Bản dựa trên số liệu tuần đầu tiên. Nhóm giữ kỷ lục trước đó là Kara, đã bán được 122.820 bản trong suốt tuần đầu tiên của năm 2011. 329,400 bản đã được giao tính đến ngày 23 tháng 2 năm 2018.

## Danh sách bài hát
| Digital download EP | Digital download EP            | Digital download EP      | Digital download EP                              | Digital download EP                              | Digital download EP |
| STT                 | Nhan đề                        | Phổ lời                  | Phổ nhạc                                         | Biên khúc                                        | Thời lượng          |
| ------------------- | ------------------------------ | ------------------------ | ------------------------------------------------ | ------------------------------------------------ | ------------------- |
| 1.                  | "One More Time"                | Yhanael Natsumi Watanabe | Yhanael Yuki Kokubo Na.Zu.Na                     | Yuki Kokubo Yhanael Na.Zu.Na                     | 3:03                |
| 2.                  | "Luv Me"                       | Yuka Matsumoto           | Albin Nordqvist Malin Johansson Susumu Kawaguchi | Albin Nordqvist Malin Johansson Susumu Kawaguchi | 3:29                |
| 3.                  | "One More Time" (Instrumental) |                          | Yhanael Yuki Kokubo Na.Zu.Na                     | Yuki Kokubo Yhanael Na.Zu.Na                     | 3:03                |
| 4.                  | "Luv Me" (Instrumental)        |                          | Albin Nordqvist Malin Johansson Susumu Kawaguchi | Albin Nordqvist Malin Johansson Susumu Kawaguchi | 3:29                |
| Tổng thời lượng:    | Tổng thời lượng:               | Tổng thời lượng:         | Tổng thời lượng:                                 | Tổng thời lượng:                                 | 13:04               |

| Phiên bản giới hạn First Press A | Phiên bản giới hạn First Press A         | Phiên bản giới hạn First Press A |
| STT                              | Nhan đề                                  | Thời lượng                       |
| -------------------------------- | ---------------------------------------- | -------------------------------- |
| 1.                               | "One More Time" (Video âm nhạc)          |                                  |
| 2.                               | "One More Time" (Video quá trình làm MV) |                                  |

| Phiên bản giới hạn First Press B | Phiên bản giới hạn First Press B                | Phiên bản giới hạn First Press B |
| STT                              | Nhan đề                                         | Thời lượng                       |
| -------------------------------- | ----------------------------------------------- | -------------------------------- |
| 1.                               | "One More Time" (Video âm nhạc phiên bản dance) |                                  |
| 2.                               | "Video hậu trường chụp ảnh bìa"                 |                                  |

## Bảng xếp hạng
| Bảng xếp hạng (2017)                 | Vị trí cao nhất |
| ------------------------------------ | --------------- |
| Japan (Japan Hot 100)                | 1               |
| Japan (Oricon)                       | 1               |
| Philippine (Philippine Hot 100)      | 93              |
| Philippine (BillboardPH K-pop Top 5) | 5               |
| Đài Loan (Five Music)                | 4               |
| US World Digital Songs (Billboard)   | 8               |

| Bảng xếp hạng (2017)     | Vị trí |
| ------------------------ | ------ |
| Nhật Bản (Japan Hot 100) | 31     |
| Nhật Bản (Oricon)        | 24     |

| Bảng xếp hạng (2018)     | Thứ hạng |
| ------------------------ | -------- |
| Nhật Bản (Japan Hot 100) | 86       |

## Chứng nhận
| Quốc gia                                  | Chứng nhận | Số đơn vị/doanh số chứng nhận |
| ----------------------------------------- | ---------- | ----------------------------- |
| Nhật Bản (RIAJ)                           | Platinum   | 250.000^                      |
| ^ Chứng nhận dựa theo doanh số nhập hàng. |            |                               |